# Astragalus krascheninnikovii
Astragalus krascheninnikovii es una especie de planta del género Astragalus, de la familia de las leguminosas, orden Fabales.

## Distribución
Astragalus krascheninnikovii se distribuye por Kazajistán.

## Taxonomía
Fue descrita científicamente por R. V. Kamelin. Fue publicada en Opred. Rast. Sred. Azii 6: 356, 193 (1981).